# Dovre
Dovre är en kyrkby och tidigare tätort som utgör centralort i Dovre kommun i Innlandet fylke i Norge. Orten ligger i Gudbrandsdalen, vid Europaväg 6, Dovrebanan och älven Gudbrandsdalslågen. Här finns Dovre kyrka.